# Lampedusa e Linosa

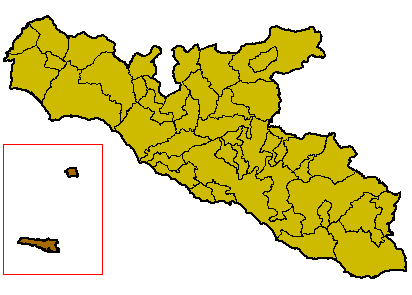
Ubicació de Lampedusa e Linosa dins de la província

Lampedusa e Linosa (sicilià Lampidusa e Linusa) és un municipi italià, dins de la província d'Agrigent. Comprèn les illes de Lampedusa i Linosa. L'any 2008 tenia 6.170 habitants.

## Administració
| Període | Identitat            | Partit                   |
| ------- | -------------------- | ------------------------ |
| 2007-   | Bernardino De Rubeis | Moviment per l'Autonomia |